# 比々野町
比々野町（ひびのちょう）は、愛知県名古屋市熱田区の地名。丁番を持たない単独町名である。住居表示未実施。

## 地理
名古屋市熱田区西部に位置する。東は西郊通、西は青池町、南は中出町、北は千代田町に接する。

## 歴史
大部分が江戸期まで熱田神宮領であった地域で、田園地帯であった。

### 町名の由来
熱田西町の小字名「比々野」による。当地は低湿地であり、泥や土を意味する「ひじ」が転訛したものとされる。
字名は江戸後期から確認でき、1804年（文化元年）成立の『熱田神領字入圖』に「日比野」と記載がある。一方、『明治十五年愛知縣郡町村字名調』では「西熱田村...比々野」としており、「日比野」と「比々野」の表記が古くから混用されていたらしい。近代以降は字名・町名ともに「比々野」が正式な表記として登録されたが、名古屋市営地下鉄の駅名は「日比野駅」となっている。

### 行政区画の変遷
- 1937年（昭和12年）
  - 7月14日 - 南区野立町および熱田西町の各一部により、同区比々野町として成立[1]。
  - 10月1日 - 中川区編入に伴い、同区比々野町となる[1]。
- 1944年（昭和19年）2月11日 - 熱田区編入に伴い、同区比々野町となる[1]。
- 1952年（昭和27年）3月25日 - 熱田西町・野立町の各一部を編入する[1]。

## 世帯数と人口
2018年（平成30年）12月1日現在の世帯数と人口は以下の通りである。
| 町丁     | 世帯数  | 人口  |
| -------- | ------- | ----- |
| 比々野町 | 440世帯 | 894人 |

### 人口の変遷
国勢調査による人口の推移
| 1995年（平成7年）  | 680人 | [ WEB 6 ]  |  |
| 2000年（平成12年） | 596人 | [ WEB 7 ]  |  |
| 2005年（平成17年） | 646人 | [ WEB 8 ]  |  |
| 2010年（平成22年） | 870人 | [ WEB 9 ]  |  |
| 2015年（平成27年） | 907人 | [ WEB 10 ] |  |

## 学区
市立小・中学校に通う場合、学校等は以下の通りとなる。また、公立高等学校に通う場合の学区は以下の通りとなる。
| 番・番地等 | 小学校               | 中学校                 | 高等学校 |
| ---------- | -------------------- | ---------------------- | -------- |
| 全域       | 名古屋市立野立小学校 | 名古屋市立日比野中学校 | 尾張学区 |

## 交通
- 名古屋市営地下鉄名港線日比野駅[2]

## 施設
- 風来坊比々野店

手羽先唐揚げの元祖として知られる居酒屋チェーンの1号店。2019年閉店。

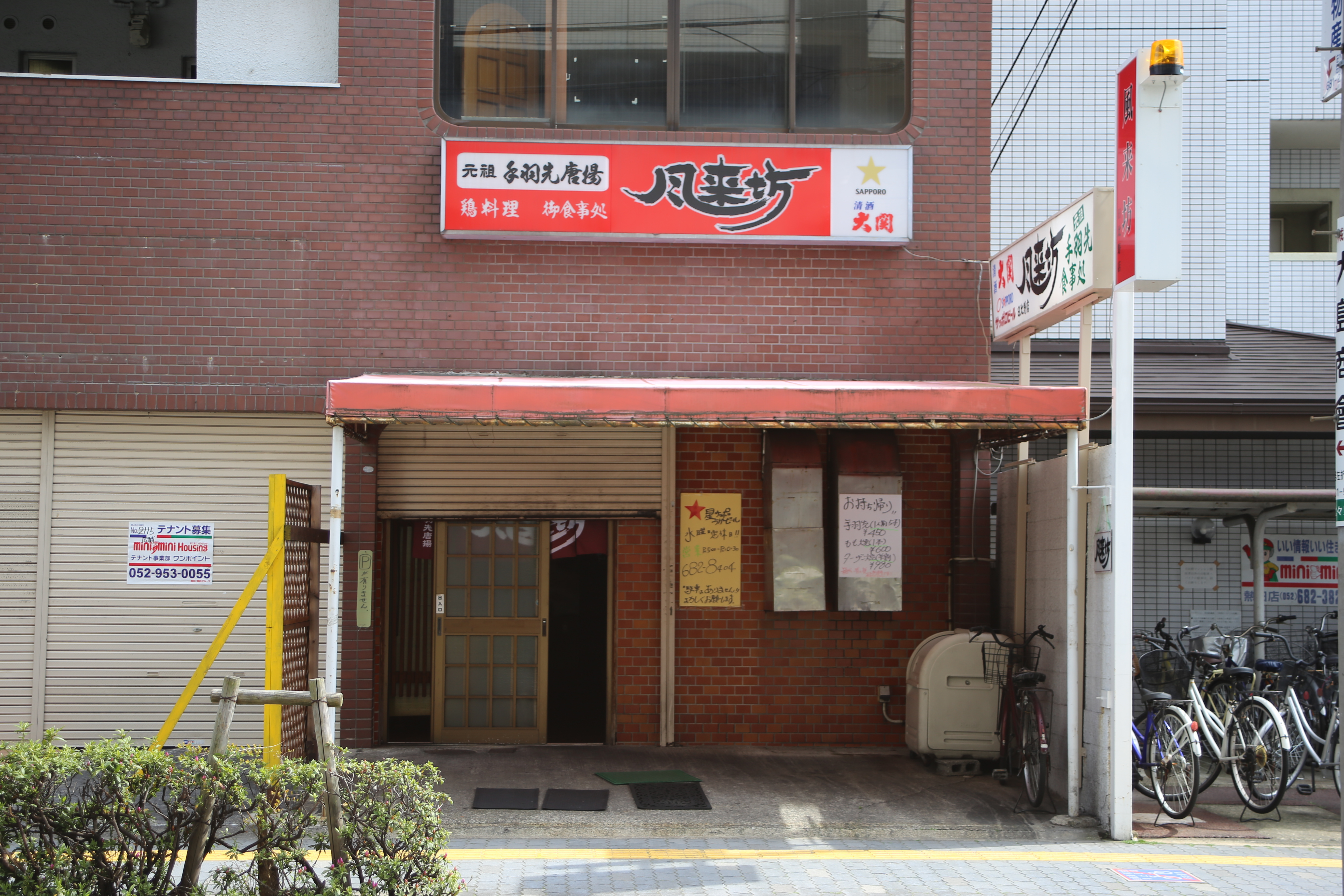
風来坊比々野店（2017年4月）

## その他

### 日本郵便
- 郵便番号 : 456-0074[WEB 3]（集配局：熱田郵便局[WEB 14]）。

### WEB
1. ↑  “愛知県名古屋市熱田区の町丁・字一覧”.   人口統計ラボ. 2017年7月23日閲覧。
2. 1 2  “町・丁目(大字)別、年齢(10歳階級)別公簿人口(全市・区別)”.   名古屋市 (2018年12月20日). 2019年1月6日閲覧。
3. 1 2  “郵便番号”.  日本郵便. 2019年1月6日閲覧。
4. ↑  “市外局番の一覧”.   総務省. 2019年1月6日閲覧。
5. ↑  名古屋市役所市民経済局地域振興部住民課町名表示係 (2015年10月21日). “熱田区の町名一覧”.   名古屋市. 2017年7月23日閲覧。
6. ↑  総務省統計局 (2014年3月28日). “平成7年国勢調査の調査結果(e-Stat) - 男女別人口及び世帯数 －町丁・字等” (CSV). 2019年4月27日閲覧。
7. ↑  総務省統計局 (2014年5月30日). “平成12年国勢調査の調査結果(e-Stat) - 男女別人口及び世帯数 －町丁・字等” (CSV). 2019年4月27日閲覧。
8. ↑  総務省統計局 (2014年6月27日). “平成17年国勢調査の調査結果(e-Stat) - 男女別人口及び世帯数 －町丁・字等” (CSV). 2019年4月27日閲覧。
9. ↑  総務省統計局 (2012年1月20日). “平成22年国勢調査の調査結果(e-Stat) - 男女別人口及び世帯数 －町丁・字等” (CSV). 2019年4月27日閲覧。
10. ↑  総務省統計局 (2017年1月27日). “平成27年国勢調査の調査結果(e-Stat) - 男女別人口及び世帯数 －町丁・字等” (CSV). 2019年4月27日閲覧。
11. ↑  “市立小・中学校の通学区域一覧”.   名古屋市 (2018年11月10日). 2019年1月14日閲覧。
12. ↑  “平成29年度以降の愛知県公立高等学校（全日制課程）入学者選抜における通学区域並びに群及びグループ分け案について”.   愛知県教育委員会 (2015年2月16日). 2019年1月14日閲覧。
13. ↑  “手羽先唐揚の誕生”.   風来坊. 2017年7月23日閲覧。
14. ↑  郵便番号簿 平成29年度版 - 日本郵便. 2019年01月06日閲覧 (PDF)

### 書籍
1. 1 2 3 4 5  名古屋市計画局 1992, p. 814.
2. 1 2 3  「角川日本地名大辞典」編纂委員会 1989, p. 1445.
3. 1 2  名古屋市計画局 1992, p. 436.